# 卡尔·约阿希姆·弗里德里希
卡尔·约阿希姆·弗里德里希（英語： 1901年6月5日—1984年9月19日）美籍德裔政治学家。

## 生平
生于德国莱比锡，在海德堡大学期间师从马克斯·韦伯之弟阿尔弗雷德·韦伯，曾在哈佛大学和海德堡大学任教，1971年退休。1946年至1949年担任驻德国美军指挥官卢修斯·克莱的顾问，参与制定巴伐利亚、巴登和黑森州的宪法以及《德意志联邦共和国基本法》。1950年代担任波多黎各宪法顾问。1962-1963任美国政治学会主席。他的研究涉及国家、宪政主义、极权主义，对二战后政治学的发展有重大影响。知名学生有兹比格涅夫·布热津斯基、朱迪丝·N·施克莱和本杰明·巴布尔。

## 作品
- The New Belief in the Common Man (1942)
- Inevitable Peace (1948)
- Totalitarian Dictatorship and Autocracy, 与布热津斯基 (1956)
- The Philosophy of Law in Historical Perspective (1957)
- The Pathology of Politics (1972)
- Tradition and Authority (1972)